# Clarisses de l'Adoration Perpétuelle
Les clarisses de l'Adoration Perpétuelle (en latin Ordo Monialium Clarissarum a Perpetua Adoratione) forment une congrégation religieuse féminine contemplative adoratrice de spiritualité franciscaine et de droit pontifical. 

## Historique
Jean-Baptiste Heurlaut (1816-1887), ancien curé de Maizières-lès-Brienne embrasse la vie religieuse chez les frères mineurs capucins en 1852 et fait profession en adoptant le nom de Bonaventure. Il est affecté à Paris. En 1854, il fait venir Joséphine Bouillevaux (1820-1871), qui est tertiaire franciscaine, sous le nom de sœur Marie-Claire. Les quatre premières postulantes reçoivent l'habit du Tiers-Ordre régulier le 15 décembre 1854. Elles obtiennent l'autorisation de l'adoration du Saint-Sacrement le 24 mai 1856.
Le 15 juillet suivant, la communauté déménage à Troyes sur la demande de Pierre-Louis Cœur, évêque de Troyes. Le monastère est érigée canoniquement par décret de la Congrégation pour les évêques et les réguliers du 26 septembre 1868. Le genre de vie inauguré à Troyes se répand bientôt dans d'autres pays ; en 1871, Marie de la Croix Morawska et six autres religieuses implantent les deux premières branches à Poznań et à Vienne. Les constitutions religieuses sont approuvées définitivement par le Saint-Siège le 16 septembre 1899 et l'institut est affilié à l'Ordre capucin le 11 février 1940. Au départ, elles portent le nom de Franciscaines du Saint-Sacrement car elles suivent la règle du Tiers-Ordre régulier franciscain. Le 10 juin 1969, elles adoptent la règle de Sainte Claire et prennent leur nom actuel.

## Fusion
Un institut a fusionné avec elles :
En 1952, les Sœurs de l'Action de Grâce de Castelnaudary (Aude) fondées en 1876 par Irma Jamme en religion mère Marie-de-saint-François-de-Sales (1823-1903), fusionnent avec elles. Il ne faut pas les confondre avec les Sœurs de l'Action de Grâce de Mauron (Morbihan) fondées en 1884 par Virginie Danion (1819-1900) qui ont fusionné en 1970 avec les Filles de Jésus de Kermaria,.

## Activités et diffusion
Les clarisses de l'Adoration Perpétuelle se consacrent à la vie contemplative par l'adoration du saint Sacrement. Elles fabriquent des objets et vêtements liturgiques, et accueillent pour une retraite spirituelle.
Elles sont présentes en:
- Europe : France, Autriche, Allemagne, Pologne.
- Asie : Bangladesh, Inde, Kazakhstan.
- Amérique : États-Unis.

En 2024, il y avait 39 monastères avec 493 religieuses.